# Platysenta niphosticta
Platysenta niphosticta är en fjärilsart som beskrevs av George Francis Hampson 1918. Platysenta niphosticta ingår i släktet Platysenta och familjen nattflyn. Inga underarter finns listade i Catalogue of Life.